# Prologue (filme)
Prologue é um filme de animação britânico dirigido por Richard Williams e produzido por sua esposa Imogen Sutton.  Foi indicado ao British Academy of Film and Television Arts (BAFTA) e ao Oscar de melhor curta-metragem de animação de 2016.